# قارگل تپه بزرگ
قارگل تپه بزرگ مربوط به دوره ساسانیان است و در شهرستان خدابنده، بخش سجاسرود، روستای کشک آباد واقع شده و این اثر در تاریخ ۱۷ اسفند ۱۳۸۱ با شمارهٔ ثبت ۷۵۰۱ به‌عنوان یکی از آثار ملی ایران به ثبت رسیده است.